# Reigen (1973)
Reigen ist ein deutscher Film von Otto Schenk aus dem Jahr 1973, der auf dem Theaterstück Reigen von Arthur Schnitzler basiert.

## Inhalt
Wien am Ende des 19. Jahrhunderts. Eine Dirne schnappt sich einen Soldaten und verliert ihn an ein Stubenmädchen. Der junge Herr erprobt an dem Stubenmädchen die Methoden, mit denen er in Kürze eine junge Ehefrau umwirbt. Deren Ehegatte amüsiert sich inzwischen mit einem süßen Mädel in einem Separee. Dieses wiederum stellt einem Dichter nach, der sich davon inspirieren lässt. Der Dichter seinerseits ist von einer Schauspielerin fasziniert, die von einem Grafen umworben wird. Der Graf schließlich landet nach einer verbummelten Nacht im Bett der Dirne.

## Kritik
Peter Hajek schrieb im Kurier: „Aus einer Satire wurde ein Scherzartikel. Aus Spießerparodie eine Parodie für Spießer.“
Das Lexikon des Internationalen Films monierte: „Otto Schenk hat Schnitzlers Stück in eine frivole Boulevardposse verwandelt. Bundesdeutsches Unterhaltungskino auf Schwankniveau mit Kulturalibi.“
Das große Personenlexikon des Films nannte Schenks Inszenierung „eine gediegene Fassung von Arthur Schnitzlers ‚Reigen‘ mit einer außergewöhnlichen Starriege“.